# Domenico Ligresti
Domenico Ligresti (Riposto, 9 aprile 1946 – Catania, 2 agosto 2014) è stato uno storico italiano.

## Biografia
Laureatosi in filosofia nel 1969, è stato professore ordinario di storia moderna presso il dipartimento di scienze politiche e sociali dell'Università di Catania.
Negli anni settanta e ottanta è stato segretario della sezione università e membro del direttivo del PCI di Catania, segretario provinciale della CGIL università.

### Carriera accademica
In campo accademico ha fatto parte del collegio dei docenti nei dottorati in storia e in scienze politiche, è stato presidente del consiglio di corso di laurea in scienze storiche e politiche, direttore del dipartimento di studi politici, più volte responsabile scientifico di unità di ricerca nazionali e di ateneo, coordinatore dell'unità di ricerca siciliana nel progetto del Centro Nazionale Ricerche – Gruppo Nazionale Difesa dai Terremoti (CNR-GNDT) per la stesura della carta del rischio sismico in Italia.
Ha collaborato con vari enti alla realizzazione d'iniziative culturali e scientifiche, per ultimo al progetto di legge sull'identità siciliana varata dall'Assemblea Regionale Siciliana nel 2011. Ha fatto parte del comitato scientifico delle collane «Quaderni – Mediterranea – ricerche storiche» e di «eBook – Mediterranea – ricerche storiche», ed è stato responsabile scientifico di riviste di storia e cultura («Incontri», «TrinaKie»). Per le numerose opere fortemente innovative della storiografia sulla Sicilia tra XIII e XIX secolo, in particolare sui temi della città, della nobiltà, della cerimonialità, della demografia e della sismologia storica.

### Malattia e morte
Nel maggio 2014 gli viene diagnostica una grave malattia, subisce un intervento chirurgico ma non si hanno i miglioramenti auspicati. Dopo tre mesi di sofferenza, che non gli impediscono di proseguire la propria attività di studioso e docente, si spegne nella notte tra l'1 e il 2 agosto dello stesso anno all'età di 68 anni.

## Studi
Nella sua attività scientifica ha inizialmente affrontato i temi della colonizzazione interna secentesca e della diffusione del libro nella Sicilia del '700, ha quindi approfondito la riflessione sulla dimensione del fenomeno urbano nella Sicilia moderna e sulla popolazione siciliana.
Ha studiato le forme di governo locale e la feudalità, la sismologia storica nel quadro di programmi di difesa dal rischio sismico del C.N.R.. Dopo una fase di ricerche sul Parlamento siciliano, in particolare sui suoi aspetti di regolatore e coordinatore delle iniziative fiscali della Corona, ha affrontato diverse altre tematiche relativi ai regni di Carlo V, Filippo II e Filippo III in un ciclo di convegni tenutisi in Spagna tra il 1998 e il 2003.
La socialità nobiliare e il tema correlato della mobilità degli uomini, delle idee, della cultura, nella Sicilia in età spagnola sono state oggetto di pubblicazioni successive. 
Altre pubblicazioni hanno per oggetto vari aspetti della storia delle città e del territorio, in particolare i saggi riguardanti l'area palermitana (Le nuove fondazioni nel sistema demografico della Sicilia moderna in Congregar gente, 2002), l'area acese e catanese (Tra vendite e riscatti del Regio Demanio di Sicilia in età spagnola: il travagliato caso di Aci, Milano, 2006; Il sistema del privilegio. La formazione dell'identità urbana e i processi di autonomia dei ceti dirigenti locali nella Catania del Quattrocento, 2006;  Catania dalla conquista dell'autonomia alla fine del regno di Carlo V, in Catania. L'identità urbana dall'antichità al Settecento, 2009; Centri di potere urbano e monarchia ispanica nella Sicilia del XV-XVII secolo, in  Centros de poder italianos en la monarquia hispànica, Madrid 2010).
Negli ultimi anni ha pubblicato: La comunità di Nicolosi dalle origini medioevali alla fine del settecento (insieme a Simona Laudani), Il ‘gioco’ delle città: vendite e riscatti dei centri demaniali siciliani dal Parlamento di Siracusa (1398) alla fine del Settecento, Articolazione dei poteri e loro rappresentazioni nelle città siciliane in età moderna, Vittorio Sciuti Russi e la Sicilia spagnola: un ricordo, Fermenti religiosi e politica viceregia nella Sicilia di Carlo V, in José Martínez Millán, Manuel Rivero Rodríguez, Gijs Versteegen (coords.), La corte en Europa: política y religión (siglos XVI-XVIII).

### Cultura scientifica nella Sicilia borbonica
Un nuovo campo di studi è quello relativo alla cultura scientifica nella Sicilia borbonica: è stato coordinatore di un progetto di ricerca sul tema, curatore del volume La cultura scientifica nella Sicilia borbonica. Saggi, Catania, 2011, autore di: La cultura scientifica nella Sicilia del primo Ottocento, in Maria Andaloro e Giovanni Tomasello, a cura di; Sicilia 1812. Laboratorio costituzionale. La società, la cultura, le arti, Edizioni ARS, Palermo 2012, pp. 98-108; autore del saggio (relazione a Convegno internazionale), Corte borbonica e promozione delle scienze a Napoli e in Sicilia, in José Martínez Millán, Concepción Camarero Bullón, Marcelo Luzzi Traficante (coords.), La corte de los Borbones: crisis del modelo cortesano, Colección La Corte en Europa, Ediciones Polifemo, 3 volumi, Madrid, 2013, vol. III, pp. 1549-1572; autore del saggio La scienza, gli scienziati, le istituzioni scientifiche, in D. Ligresti e L. Sanfilippo, Progresso scientifico nella Sicilia dei Borbone, 2013.

## Opere
- La biblioteca del principe di Biscari. Ignazio Paterno Castello, erudito del Settecento, Catania, Società di Storia patria per la Sicilia orientale, 1978.
- Sicilia moderna. Le città e gli uomini, Napoli, Guida, 1984. ISBN 88-7042-275-5.
- Le gabelle e le mete dell'università di Siracusa, in Francesco Benigno, Salvina Bosco, Francesca Gallo, Domenico Ligresti, Giovanna Mezzatesta, Il governo della città. Patriziati e politica nella Sicilia moderna, a cura di Domenico Ligresti, Catania, Cuecm, 1990.
- Feudatari e patrizi nella Sicilia moderna. Secoli XVI-XVII, Catania, Cuecm, 1992.
- Terremoto e società in Sicilia. 1501-1800, Catania, Maimone, 1992. ISBN 88-7751-070-6.
- Catania e i suoi casali, Catania, Cuecm, 1995.
- Comunità di Sicilia. Fondazioni, patti, riveli, con Maria Concetta Calabrese, A. Patané, T. Falsaperla, M.R. Messina, Catania, Cuecm, 1995.
- Governo e territorio nella Sicilia moderna. Saggi, Catania, Cuecm, 1997.
- Giardini: dalla formazione del borgo ai primi decenni del Comune autonomo. Atti del Convegno Il Nord-Est della Sicilia e la costituzione di Giardini in Comune autonomo. Giardini, 4 maggio 1997, a cura di, Rho, Gruppo Edicom, 1998. ISBN 88-8236-048-2.
- Popolazione, insediamenti, territorio nella Sicilia moderna, 1505-1806, Catania, Amara, 2000.
- Storici e storia della Sicilia. Saggi, Catania, Amara, 2000.
- Dinamiche demografiche nella Sicilia moderna, 1505-1806, Milano, Angeli, 2002. ISBN 88-464-3995-3.
- Comunità e territorio nella valle d'Agro. Forza d'Agrò e Sant'Alessio, Catania, Cuecm, 2005. ISBN 88-86673-94-9.
- Comunità siciliane in età moderna. Saggi, Catania, A&G, 2005.
- Sicilia aperta. Mobilità di uomini e idee nella Sicilia spagnola (secoli XV-XVII), Catania, Università, 2005.
- Sicilia aperta, secoli XV-XVII. Mobilità di uomini e di idee, Palermo, Associazione Mediterranea, 2006.
- La cultura scientifica nella Sicilia borbonica. Saggi, a cura di, Catania, Maimone, 2011. ISBN 978-88-7751-345-8.
- La cultura scientifica nella Sicilia del primo Ottocento, in Maria Andaloro e Giovanni Tomasello (a cura di), Sicilia 1812: laboratorio costituzionale. La società la cultura le arti, con CD-ROM, Palermo, ARS, Segretariato generale, 2012. ISBN 978-88-906805-2-6.
- Progresso scientifico nella Sicilia dei Borboni, con Luigi Sanfilippo, Catania, Maimone, 2013. ISBN 978-88-7751-365-6.